# Trellis-Quantisierung
Die Trellis-Quantisierung ist ein Algorithmus aus dem Bereich der Quellenkodierung zur Verbesserung der Kompression von verlustbehafteten Bild- und Videokompressionsverfahren. Anwendungen sind beispielsweise die Bildkompression JPEG 2000 und die Videokompressionsverfahren Xvid und x264.  Bei Videokompressionen erfolgt die Trellis-Quantisierung nach der Motion Compensation durch Optimierung der Koeffizienten der diskreten Kosinustransformation (DCT), bei JPEG2000 durch Optimierung der Koeffizienten der Wavelet-Transformation (DWT).
Die Trellis-Quantisierung reduziert den Wert einiger Koeffizienten, während es den Wert anderer wiederherstellt. Dieser Vorgang kann die Qualität erhöhen, denn die von Trellis gewählten Koeffizienten haben das geringste Rate-Distortion-Verhältnis. Trellis-Quantisierung findet die optimale Quantisierung für jeden Block, um das Spitzen-Signal-Rausch-Verhältnis (PSNR) relativ zur Bitrate zu maximieren. Die Effizienz hängt von den Eingangsdaten und dem Kompressionsverfahren ab.